# Paradox (groupe)
Pour les articles homonymes, voir Paradox.
Paradox est un groupe allemand de thrash metal, originaire de Wurtzbourg.

## Histoire
Le chanteur et guitariste Charly Steinhauer ainsi que le batteur Axel Blaha étaient déjà actifs dans différents projets depuis le début des années 1980, mais le nom du groupe et le reste de la formation changeaient encore en permanence. Le groupe s'appelle notamment Warhead. En février 1986, ils décident de former Paradox. Markus Spyth rejoint le groupe en tant que deuxième guitariste, tandis que Roland Stahl jouait de la basse. Grâce à une démo, le groupe obtint un contrat chez Roadrunner Records. La chanson Pray to The Godz of Wrath, issue de cette démo, figure sur la compilation Teutonic Invasion Part I. En 1987, une deuxième démo intitulée Mystery sort. En mai, le groupe entre en studio avec le producteur Kalle Trapp (Blind Guardian) pour enregistrer son premier album studio, qui est sorti en octobre sous le nom de Product of Imagination. La sortie de l'album est suivie de concerts avec Overkill, Drifter, Tankard et Target, ainsi que d'un concert au Dynamo Open Air en 1988. Le bassiste Stahl quitte ensuite le groupe en raison de son enrôlement dans l'armée allemande ; il est remplacé par Matthias Schmitt. En 1988, le groupe fait une petite tournée des clubs en Allemagne et joue également à Lisbonne et Eindhoven. Le 15 janvier, le groupe retourne en studio pour enregistrer le deuxième album avec le producteur Harris Johns (Kreator, Sodom). Pendant ce temps, le guitariste Spyth quitte le groupe, si bien que Diether Roth et (à la décharge de Steinhauer) Manfred Springer furent engagés pour l'enregistrement,. Matthias Schmitt quitte également ses fonctions. Armin Donderer le remplace. En outre, une laryngite de Steinhauer retarde les enregistrements de plusieurs semaines. Pendant ce temps, on cherche fébrilement un chanteur. Les enregistrements avec l'ex-chanteur d'Angel Dust Shelko Topalovic (alias S.L. Coe), qui rejoint plus tard Scanner, sont rejetés et Steinhauer se charge lui-même de cette tâche afin de ne pas mettre en danger la pérennité du groupe. Lorsque l'album Heresy sort en novembre, Kai Pasemann rejoint le groupe en tant que nouveau guitariste, car Roth et Springer étaient occupés par d'autres obligations. La guitare rythmique revient à Steinhauer, qui avait besoin d'aide au niveau du chant en raison de sa voix affaiblie et fait donc appel à Stefan Hallerref. Un autre changement intervint bientôt à la basse, puisque Joe DiBiase (qui n'est pas celui de Fates Warning) remplace Donderer. Le groupe ne pouvant pas supporter ces changements de composition, il se sépare en 1991.
En 1999, Charly Steinhauer fait revivre le groupe pour le Wacken Open Air. Le guitariste Kai Pasemann et les frères Oliver (basse) et Alex Holzwarth (batterie) rejoignent le groupe. La même année, le groupe entre en studio avec Andy Classen pour enregistrer l'album Collision Course, sorti en mai 2000 chez AFM Records. L'album contient une reprise de la chanson Dynamite des Scorpions. La version japonaise de l'album contient également les chansons Pray to the Godz of Wrath, Paradox et Execution en tant que chansons bonus. La même année, le groupe participe également à un album hommage à ABBA de Nuclear Blast. La sortie de Collision Course est suivie de quelques concerts, dont une apparition au Bang Your Head en 2001.
À la suite d'une grave maladie de Steinhauer, le groupe est resté longtemps silencieux. Contrairement aux rapports faisant état d'une maladie intestinale, il souffrait d'une grave inflammation récurrente de l'intestin. En raison de complications ultérieures lors de l'opération nécessaire, sa convalescence dure environ deux ans et demi. Il forme ensuite une nouvelle formation avec le guitariste Pasemann en septembre 2005. Comme Steinhauer avait des problèmes avec sa main, il abandonne temporairement la guitare, ce qui permet au guitariste Fabian Schwarz de rejoindre le groupe. Andi Siegl est engagé comme bassiste, tandis que Chris Weiß jouait de la batterie. En 2006, le groupe se produit au Keep It True. La même année, Charly Steinhauer participe au projet Dawnrider de Tarek « MS » Maghary en apparaissant dans la chanson When Our Troops Unite sur l'album Fate is Calling Pt. I. Au cours des années suivantes, le groupe donne d'autres concerts, notamment en Slovénie, avant que Schwarz, Siegl et ne quittent le groupe. Le batteur Roland Jahoda et le bassiste Olly Keller se joignent au groupe pour les remplacer. Les travaux pour le prochain album commencent alors et se terminent fin 2007. Le support sonore sort en janvier 2008 sous le nom d'Electrify. En août, Steinhauer se voit diagnostiquer une hernie abdominale, ce qui le contraint à subir une opération et à mettre le groupe en pause. En octobre, le groupe commence à travailler sur l'album suivant, qui est produit par Steinhauer lui-même. Après la sortie de l'album en 2009 sous le nom de Riot Squad, le guitariste Pasemann et le batteur Jahoda quittent de nouveau le groupe. Les deux postes ont changé plusieurs fois avant que Daniel Buld ne les rejoigne comme batteur et Christian Münzner comme guitariste. En 2012, l'album Tales of the Weird sort.

## Style musical
Parmi ses principales influences, le chanteur Steinhauer compte des groupes comme Metallica, Exciter, Heathen, Testament et Exodus. Une caractéristique est que le guitariste et chanteur Steinhauer, gaucher, joue sur une guitare pour droitiers, sans monter les cordes différemment. Au début, le groupe jouait un mélange de power metal et de speed metal, comparable au style musical d'Helloween. Sur leur premier album Product of Imagination, on peut entendre des parallèles avec le groupe de thrash metal Metallica. Sur cet album, le groupe rappelle surtout Metallica musicalement, tandis que le chant présentait des parallèles avec Testament. Sur le deuxième album Heresy, le groupe joue du speed et power metal classique, comme à ses débuts. Le contenu de cet album-concept traite des Cathares, un courant chrétien combattu par l'Église catholique, et de la croisade des Albigeois au XIIIe siècle. L'album peut être classé entre les publications de groupes comme Megadeth et Anthrax. Le chant est décrit comme mélodique et les solos de guitare, comme dans la chanson 700 Tears On, rappellent Michael Schenker. Sur l'album Collision Course, le groupe rappelle fortement Metallica à l'époque de Master of Puppets. L'album propose, outre du thrash metal, du power metal joué rapidement, les chansons ayant souvent un caractère progressif. Sur Electrify, le groupe joue du power metal mélodique, des influences thrash metal rappelant Megadeth étant également audibles. Le travail de guitare rappelle Jeff Waters d'Annihilator.
Sur Riot Squad, le groupe joue du thrash metal classique, le chant rauque de Steinhauer, qualifié de marque de fabrique, étant particulièrement caractéristique. Tales of the Weird se situe à la croisée du power metal et du thrash metal.

## Discographie

### Albums studio
- 1987 : Product of Imagination (P.U.P. Metal Mind / Soulfood)
- 1989 : Heresy (Roadrunner)
- 2000 : Collision Course (AFM Records / Soulfood)
- 2008 : Electrify (AFM Records / Soulfood)
- 2009 : Riot Squad (AFM Records / Soulfood)
- 2012 : Tales of the Weird (AFM Records / Soulfood)
- 2016 : Pangea (AFM Records / Soulfood)

### Démos
- 1986 : Demo # 1
- 1987 : Mystery

### Samplers
- 1987 : Teutonic Invasion Part I
- 1988 : Stars on Thrash
- 1990 : Thrash the Wall
- 2000 : Tribute to Scorpions
- 2001 : Tribute to ABBA
- 2007 : Tribute to Tankard
- 2007 : All for Metal
- 2009 : Thrash Til Death
- 2009 : All for Metal II